# Androcymbium karooparkense
Androcymbium karooparkense är en tidlöseväxtart som beskrevs av U.Müll.-doblies och Al. Androcymbium karooparkense ingår i släktet Androcymbium och familjen tidlöseväxter. Inga underarter finns listade i Catalogue of Life.